# Pietro Guido II Torelli
Pietro Guido II Torelli (Guastalla, ... – Milano, 1494) fu conte di Guastalla.

## Biografia
Figlio primogenito di Francesco Maria, conte di Guastalla, e della nobile Ludovica Sanseverino, successe al trono paterno alla morte del genitore, nel 1484.
Egli, tuttavia, non governò per molto tempo: la sua investitura solenne, infatti, dipese ancora in gran parte dal Duca di Milano che di fatto ne controllava le azioni nella piccola contea. Affidata la reggenza temporanea nelle mani della madre, si recò pertanto a Milano per risolvere alcune questioni di denaro insorte circa il pagamento di tributi della vicina contea di Montechiarugolo, amministrata da un ramo collaterale dei Torelli di Guastalla.
Pietro Guido II morì a Milano nel 1494, lasciando il governo nelle mani del fratello Achille.

## Ascendenza
|                                                                |                                             |                                             | Genitori                                               |  |  | Nonni |  |  | Bisnonni                                            |  |  | Trisnonni         |  |
|                                                                |                                             |                                             |                                                        |  |  |       |  |  | Guido Torelli, conte di Guastalla e Montechiarugolo |  |  | Marsiglio Torelli |  |
|                                                                |                                             |                                             |                                                        |  |  |       |  |  | Guido Torelli, conte di Guastalla e Montechiarugolo |  |  | Marsiglio Torelli |  |
|                                                                |                                             | Elena d'Arco                                |                                                        |  |  |       |  |  | Guido Torelli, conte di Guastalla e Montechiarugolo |  |  |                   |  |
| Pietro Guido I Torelli, conte di Guastalla                     |                                             |                                             |                                                        |  |  |       |  |  | Guido Torelli, conte di Guastalla e Montechiarugolo |  |  |                   |  |
|                                                                |                                             | Orsina Visconti                             | Antonio Visconti                                       |  |  |       |  |  |                                                     |  |  |                   |  |
|                                                                |                                             | Orsina Visconti                             | Antonio Visconti                                       |  |  |       |  |  |                                                     |  |  |                   |  |
|                                                                |                                             | Orsina Visconti                             | Anastasia Carcano                                      |  |  |       |  |  |                                                     |  |  |                   |  |
| Francesco Maria Torelli, conte di Guastalla                    |                                             | Orsina Visconti                             |                                                        |  |  |       |  |  |                                                     |  |  |                   |  |
|                                                                |                                             | Galeotto I Del Carretto, marchese di Finale | Lazzarino II Del Carretto, marchese di Finale          |  |  |       |  |  |                                                     |  |  |                   |  |
|                                                                |                                             | Galeotto I Del Carretto, marchese di Finale | Lazzarino II Del Carretto, marchese di Finale          |  |  |       |  |  |                                                     |  |  |                   |  |
|                                                                |                                             | Galeotto I Del Carretto, marchese di Finale | Caterina Del Carretto                                  |  |  |       |  |  |                                                     |  |  |                   |  |
| Maddalena Del Carretto                                         |                                             | Galeotto I Del Carretto, marchese di Finale |                                                        |  |  |       |  |  |                                                     |  |  |                   |  |
|                                                                |                                             | Vannina Adorno                              | Raffaele Adorno, doge di Genova                        |  |  |       |  |  |                                                     |  |  |                   |  |
|                                                                |                                             | Vannina Adorno                              | Raffaele Adorno, doge di Genova                        |  |  |       |  |  |                                                     |  |  |                   |  |
|                                                                |                                             | Vannina Adorno                              | Violante Giustiniani Longo                             |  |  |       |  |  |                                                     |  |  |                   |  |
| Pietro Guido II Torelli, conte di Guastalla                    |                                             | Vannina Adorno                              |                                                        |  |  |       |  |  |                                                     |  |  |                   |  |
|                                                                | Leonetto Sanseverino, II signore di Caiazzo | Bertrando Sanseverino, I signore di Caiazzo |                                                        |  |  |       |  |  |                                                     |  |  |                   |  |
|                                                                | Leonetto Sanseverino, II signore di Caiazzo | Bertrando Sanseverino, I signore di Caiazzo |                                                        |  |  |       |  |  |                                                     |  |  |                   |  |
|                                                                | Leonetto Sanseverino, II signore di Caiazzo | N. Sanseverino                              |                                                        |  |  |       |  |  |                                                     |  |  |                   |  |
| Roberto Sanseverino d'Aragona, marchese di Castelnuovo Scrivia | Leonetto Sanseverino, II signore di Caiazzo |                                             |                                                        |  |  |       |  |  |                                                     |  |  |                   |  |
|                                                                |                                             | Elisa Sforza                                | Giacomo "Muzio" Attendolo "Sforza", conte di Cotignola |  |  |       |  |  |                                                     |  |  |                   |  |
|                                                                |                                             | Elisa Sforza                                | Giacomo "Muzio" Attendolo "Sforza", conte di Cotignola |  |  |       |  |  |                                                     |  |  |                   |  |
|                                                                |                                             | Elisa Sforza                                | Lucia Terzani                                          |  |  |       |  |  |                                                     |  |  |                   |  |
| Ludovica Sanseverino d'Aragona                                 |                                             | Elisa Sforza                                |                                                        |  |  |       |  |  |                                                     |  |  |                   |  |
|                                                                |                                             | Federico III da Montefeltro, duca di Urbino | Guidantonio da Montefeltro, conte di Urbino            |  |  |       |  |  |                                                     |  |  |                   |  |
|                                                                |                                             | Federico III da Montefeltro, duca di Urbino | Guidantonio da Montefeltro, conte di Urbino            |  |  |       |  |  |                                                     |  |  |                   |  |
|                                                                |                                             | Federico III da Montefeltro, duca di Urbino | Elisabetta degli Accomanducci                          |  |  |       |  |  |                                                     |  |  |                   |  |
| Elisabetta da Montefeltro                                      |                                             | Federico III da Montefeltro, duca di Urbino |                                                        |  |  |       |  |  |                                                     |  |  |                   |  |
|                                                                |                                             | …                                           | …                                                      |  |  |       |  |  |                                                     |  |  |                   |  |
|                                                                |                                             | …                                           | …                                                      |  |  |       |  |  |                                                     |  |  |                   |  |
|                                                                |                                             | …                                           | …                                                      |  |  |       |  |  |                                                     |  |  |                   |  |
|                                                                |                                             | …                                           |                                                        |  |  |       |  |  |                                                     |  |  |                   |  |